# Texas School for the Deaf
Texas School for the Deaf, dont le nom est couramment abrégé en TSD, est une école pour sourds, située à Austin, en Texas, aux États-Unis. Elle a été fondée en 1856.